# Arsonasta kiselina
Arsonaste kiseline su kiseline izvedene iz arsina supstitucijom dvaju vodikovih atoma dvjema hidroksilnim skupinama i spojevi iz nje izvedeni zamjenom preostaloga vodikova atoma hidrokarbilnom skupinom.
Oksid arsonaste kiseline je arsonska kiselina.